# Janaszówek
Janaszówek – wieś w Polsce położona w województwie mazowieckim, w powiecie sochaczewskim, w gminie Sochaczew. Ma status sołectwa.
| SIMC    | Nazwa       | Rodzaj                 |
| ------- | ----------- | ---------------------- |
| 0738303 | Szczytnówek | część wsi              |
| 0738326 | Wyjazd      | część wsi (do 2023 r.) |

W latach 1975–1998 miejscowość administracyjnie należała do województwa skierniewickiego.